# Cyungo
Cyungo (Kinyarwanda Umurenge wa Cyungo) ist einer von 17 Sektoren im Distrikt Rulindo in der Nordprovinz von Ruanda.

## Geographie
Cyungo hat eine Fläche von 19,8 km² und liegt auf einer Höhe von etwa 1870 m. Der Sektor unterteilt sich in die drei Zellen Burehe, Marembo und Rwiri. Nachbarsektoren sind im Norden Ruhunde, im Osten Rukozo, im Südwesten Base und im Westen Nemba.

## Bevölkerung
Nach der Volkszählung von 2022 betrug die Einwohnerzahl 15.350 Einwohner. Zehn Jahre zuvor waren es 13.489, was einem jährlichen Bevölkerungszuwachs von 1,3 Prozent zwischen 2012 und 2022 entspricht.

## Verkehr
Durch den Sektor verläuft die asphaltierte Nationalstraße 19 und zwei District Roads.